# Hasan
Hasan ali Hassan je moško osebno ime arabskega izvora.

## Izvor imena
Ime Hasan je muslimansko, ki izvira prek turškega Hasan iz arabskega imena Hasän, le to pa iz besede hasän v pomenu »lep, ljubek, krasen, izvrsten«. Ime Hasan imajo v Sloveniji večinoma muslimanski priseljenci in njihovi potomci.

## Različice imena
- moške različice imena: Hase, Hasko, Haso, Hassan
- ženske različice imena: Hasena, Hasenija

## Pogostost imena
Po podatkih Statističnega urada Republike Slovenije je bilo na dan 31. decembra 2007 v Sloveniji število moških oseb z imenom Hasan: 764. Med vsemi moškimi imeni pa je ime Hasan po pogostosti uporabe uvrščeno na 192. mesto.